# Павлівська сільська рада (Болградський район)
Павлівська сільська́ ра́да — орган місцевого самоврядування Павлівської сільської громади Болградського району Одеської області. Павлівська сільська рада утворена в 1965 році.

## Склад ради
Рада складається з 18 депутатів та голови.
- Голова ради: Горяйнов Віталій Миколайович
- Секретар ради: Ординська Світлана Василівна

### Керівний склад попередніх скликань
| Прізвище, ім'я, по батькові     | Основні відомості                                                                       | Дата обрання | Дата звільнення |
| ------------------------------- | --------------------------------------------------------------------------------------- | ------------ | --------------- |
| Алексєєв Анатолій Володимирович | Сільський голова, 1971 року народження, безпартійний                                    | 26.03.2006   | 01.02.2010      |
| Горяйнов Віталій Миколайович    | Сільський голова, 1963 року народження, освіта середня спеціальна, член Партії регіонів | 20.06.2010   | 31.10.2010      |
| Горяйнов Віталій Миколайович    | Сільський голова, 1963 року народження, освіта середня спеціальна, член Партії регіонів | 31.10.2010   |                 |

Примітка: таблиця складена за даними сайту Верховної Ради України

### Депутати
За результатами місцевих виборів 2010 року депутатами ради стали:

#### За суб'єктами висування
| Суб'єкт висування | Кількість обраних депутатів | %  |
| ----------------- | --------------------------- | -- |
| Партія регіонів   | 9                           | 50 |
| Самовисування     | 9                           | 50 |

#### За округами
| № округу        | Прізвище, ім'я, по батькові       | Дата визнання обраним | Освіта             | Партійна приналежність | Відомості про обраного депутата              |
| --------------- | --------------------------------- | --------------------- | ------------------ | ---------------------- | -------------------------------------------- |
| Партія регіонів |                                   |                       |                    |                        |                                              |
| 1               | Самсонікова Марія Іванівна        | 01.11.2010            | вища               | член Партії регіонів   | Павлівська загальноосвітня школа, вчитель    |
| 3               | Нестеренко Дора Максимівна        | 01.11.2010            | середня спеціальна | член Партії регіонів   | фермер                                       |
| 5               | Галкіна Милла Василівна           | 01.11.2010            | вища               | член Партії регіонів   | Арцизьке МСТКОРП, інспекція з кадрів         |
| 7               | Ветохіна Марина Валеріївна        | 01.11.2010            | вища               | член Партії регіонів   | Павлівська загальноосвітня школа, психолог   |
| 10              | Бондаренко Світлана Семенівна     | 01.11.2010            | середня спеціальна | член Партії регіонів   | Павлівська загальноосвітня школа, кухар      |
| 11              | Ординська Світлана Василівна      | 01.11.2010            | середня спеціальна | член Партії регіонів   | Павлівська сільська рада, начальник ВУС      |
| 15              | Афанасьєва Світлана Василівна     | 01.11.2010            | вища               | член Партії регіонів   | Павлівська загальноосвітня школа, вчитель    |
| 16              | Алексіїв Юрій Васильович          | 01.11.2010            | вища               | член Партії регіонів   | Павлівська загальноосвітня школа, вчитель    |
| 18              | Бондаренко Віра Павлівна          | 01.11.2010            | середня            | член Партії регіонів   | тимчасово не працює                          |
| Самовисування   |                                   |                       |                    |                        |                                              |
| 2               | Павлов Інокентій Федорович        | 01.11.2010            | вища               | позапартійний          | фермер                                       |
| 4               | Панченко Олена Михайлівна         | 01.11.2010            | вища               | позапартійна           | Арцизька РДА, головний спеціаліст            |
| 6               | Галушков Павло Георгійович        | 01.11.2010            | середня            | позапартійний          | тимчасово не працює                          |
| 8               | Самсоніков Віктор Миколайович     | 01.11.2010            | середня            | позапартійний          | «Комфорт авто», водій                        |
| 9               | Шевченко Світлана Сергіївна       | 01.11.2010            | вища               | позапартійна           | Павлівська сільська рада, головний бухгалтер |
| 12              | Колосов Віктор Іванович           | 01.11.2010            | вища               | позапартійний          | фермер                                       |
| 13              | Павлов Олексій Петрович           | 01.11.2010            | середня            | позапартійний          | сільгосподарчий виробник                     |
| 14              | Леонідов Віталій Іванович         | 01.11.2010            | середня спеціальна | позапартійний          | сільська рада, депутат                       |
| 17              | Самсонникова Валентина Михайлівна | 01.11.2010            | середня            | позапартійна           | ПП «Самсонникова», продавець                 |